# صموئيل شاكفورد
صموئيل شاكفورد (بالإنجليزية: Samuel Shuckford)‏ (1693؟ –1754) كان رجل دين إنجليزيا وخبيرًا في صناعة الآثار وميثوغرافي.